# Gary Peacock
Gary Peacock (12. května 1935 Burley, Idaho, USA – 4. září 2020 New York) byl americký jazzový kontrabasista, hudební skladatel a pedagog. Počátkem šedesátých let hrál s Art Pepperem, Barney Kesselem, Budem Shankem a po přestěhování do New Yorku začal hrát s triem Billa Evanse a později s triem Alberta Aylera. Občas rovněž působil jako náhradník za Rona Cartera v kapele Milese Davise. Později spolupracoval s mnoha dalšími hudebníky, mezi které patří Keith Jarrett, Jack DeJohnette, Jan Garbarek, Ralph Towner nebo Bill Frisell.
Jeho manželkou byla hudebnice Annette Peacock.